# Liste de gares en Norvège
Cette liste de gares en Norvège est une liste non exhaustive des gares norvégiennes.

## Gares centrales
- Gare centrale d'Oslo.
- Gare centrale de Trondheim.

## Gares ouvertes parComté
Les deux comtés les plus au nord du pays, à savoir les comtés de Troms et de Finnmark n'ont pas de gares ferroviaires. 

### Comté d'Akershus
En italique, les gares appartenant à la commune d'Oslo.
- Gare d'Alna
- Gare de Åneby
- Gare d'Årnes
- Gare d'Ås
- Gare d'Asker
- Gare d'Auli
- Gare de Billingstad
- Gare de Blaker
- Gare de Blommenholm
- Gare de Bodung
- Gare de Bondivann
- Gare de Bryn
- Gare de Dal
- Gare d'Eidsvoll
- Gare de Fetsund
- Gare de Fjellhamar
- Gare de Frogner
- Gare de Gardermoen
- Gare de Grefsen
- Gare de Greverud
- Gare de Grorud
- Gare de Gullhella
- Gare de Haga
- Gare de Hakadal
- Gare de Hanaborg
- Gare de Hauerseter
- Gare de Haugenstua
- Gare de Hauketo
- Gare de Heggedal
- Gare de Holmlia
- Gare de Høn
- Gare de Høybråten
- Gare de Hvalstad
- Gare de Jessheim
- Gare de Kjelsås
- Gare de Kløfta
- Gare de Kolbotn
- Gare de Kråkstad
- Gare de Langhus
- Gare de Leirsund
- Gare de Lillestrøm
- Gare de Lindeberg
- Gare de Ljan
- Gare de Lørenskog
- Gare de Lysaker
- Gare de Movatn
- Gare de Myrvoll
- Gare du Nationaltheatret
- Gare de Nerdrum
- Gare de Nittedal
- Gare de Nordby
- Gare de Nordstrand
- Gare de Nydalen
- Gare de Nyland
- Gare d'Oppegård
- Gare de Rånåsfoss
- Gare de Rosenholm
- Gare de Sagdalen
- Gare de Sandvika
- Gare de Ski
- Gare de Skotbu
- Gare de Skøyen
- Gare de Slependen
- Gare de Snippen
- Gare de Solbråtan
- Gare de Sonsveien
- Gare de Sørumsand
- Gare de Stabekk
- Gare de Strømmen
- Gare de Svingen
- Gare de Tøyen
- Gare de Tuen
- Gare de Vakås
- Gare de Varingskollen
- Gare de Vestby
- Gare de Vevelstad

### Comté d'Aust-Agder
- Gare d'Arendal
- Gare de Blakstad
- Gare de Bøylestad
- Gare de Bråstad
- Gare de Flaten
- Gare de Froland
- Gare de Gjerstad
- Gare de Nelaug
- Gare de Rise
- Gare de Stoa
- Gare de Vegårshei

### Comté de Buskerud
- Gare de Brakerøya
- Gare de Darbu
- Gare de Drammen
- Gare de Gulskogen
- Gare de Hokksund
- Gare de Kongsberg
- Gare de Lier
- Gare de Mjøndalen
- Gare de Røyken
- Gare de Spikkestad
- Gare de Vestfossen

### Comté de Hedmark
- Gare d'Alvdal
- Gare de Atna
- Gare d'Auma
- Gare de Bellingmo
- Gare de Braskereidfoss
- Gare de Brumunddal
- Gare d'Elverum
- Gare de Evenstad
- Gare de Hamar
- Gare d'Ilseng
- Gare de Kongsvinger
- Gare de Løten
- Gare de Moelv
- Gare de Opphus
- Gare d'Os
- Gare de Rena
- Gare de Rudstad
- Gare de Skarnes
- Gare de Stai
- Gare de Stange
- Gare de Steinvik
- Gare de Tangen
- Gare de Tolga
- Gare de Tynset

### Comté de Hordaland
- Gare d'Urdland
- Gare de Voss

### Comté de Møre og Romsdal
- Gare de Åndalsnes

### Comté de Nordland
- Gare de Bjerka
- Gare de Bjørnfjell
- Gare de Bodø
- Gare de Drevvatn
- Gare de Dunderland
- Gare de Fauske
- Gare de Katterat
- Gare de Lønsdal
- Gare de Majavatn
- Gare de Mo i Rana
- Gare de Mørkved
- Gare de Mosjøen
- Gare de Narvik
- Gare de Rognan
- Gare de Røkland
- Gare de Rombak
- Gare de Straumsnes
- Gare de Skonseng
- Gare de Søsterbekk
- Gare de Svenningdal
- Gare de Trofors
- Gare de Valnesfjord

### Comté de Nord-Trøndelag
- Gare d'Åsen
- Gare de Bergsgrav
- Gare de Grong
- Gare de Gudå
- Gare de Harran
- Gare de Hegra
- Gare de Hell
- Gare de Jørstad
- Gare de Kopperå
- Gare de Lassemoen
- Gare de Levanger
- Gare de Meråker
- Gare de Namsskogan
- Gare de Ronglan
- Gare de Røra
- Gare de Røstad
- Gare de Skatval
- Gare de Skogn
- Gare de Snåsa
- Gare de Sparbu
- Gare de Steinkjer
- Gare de Stjørdal
- Gare de Værnes
- Gare de Verdal

### Comté d'Oppland
- Gare de Bjorli
- Gare de Bleiken
- Gare de Dombås
- Gare de Dovre
- Gare d'Eina
- Gare de Gjøvik
- Gare de Gran
- Gare de Grua
- Gare de Hjerkinn
- Gare de Hunderfossen
- Gare de Jaren
- Gare de Kvam
- Gare de Kvitfjell
- Gare de Lesja
- Gare de Lesjaverk
- Gare de Lillehammer
- Gare de Lunner
- Gare d'Otta
- Gare de Raufoss
- Gare de Reinsvoll
- Gare de Ringebu
- Gare de Roa
- Gare de Stryken
- Gare de Vinstra

### Comté d'Østfold
- Gare d'Askim
- Gare d'Eidsberg
- Gare de Fredrikstad
- Gare de Kornsjø
- Gare d'Halden
- Gare d'Heia
- Gare de Kambo
- Gare de Knapstad
- Gare de Moss
- Gare de Mysen
- Gare de Råde
- Gare de Rakkestad
- Gare de Rygge
- Gare de Slitu
- Gare de Sarpsborg
- Gare de Spydeberg
- Gare de Tomter

### Comté de Rogaland
- Gare de Brusand
- Gare de Bryne
- Gare d'Egersund
- Gare de Ganddal
- Gare de Gausel
- Gare de Hellvik
- Gare de Jåttåvågen
- Gare de Klepp
- Gare de Mariero
- Gare de Moi
- Gare de Nærbø
- Gare d'Ogna
- Gare de Øksnavadporten
- Gare de Paradis
- Gare de Sandnes
- Gare de Sandnes sentrum
- Gare de Sirevåg
- Gare de Stavanger
- Gare de Varhaug
- Gare de Vigrestad

### Comté de Sogn og Fjordane
- Gare de Myrdal

### Comté de Sør-Trøndelag
En italique les gares appartenant à la commune de Trondheim.
- Gare de Ålen
- Gare de Berkåk
- Gare de Glåmos
- Gare de Haltdalen
- Gare de Heimdal
- Gare de Hommelvik
- Gare de Hovin
- Gare de Kongsvoll
- Gare de Kotsøy
- Gare de Kvål
- Gare de Lademoen
- Gare de Langlete
- Gare de Leangen
- Gare de Ler
- Gare de Lerkendal
- Gare de Lilleby
- Gare de Lundamo
- Gare de Marienborg
- Gare de Melhus skystasjon
- Gare d'Oppdal
- Gare de Reitan
- Gare de Rognes
- Gare de Røros
- Gare de Rotvoll
- Gare de Selsbakk
- Gare de Singsås
- Gare de Skansen
- Gare de Støren
- Gare centrale de Trondheim
- Gare de Vikhammer

### Comté de Telemark
- Gare de Bø
- Gare de Drangedal
- Gare d'Eidanger
- Gare de Lunde
- Gare de Neslandsvatn
- Gare de Nisterud
- Gare de Nordagutu
- Gare de Notodden
- Gare d'Oklungen
- Gare de Porsgrunn
- Gare de Skien
- Gare de Trykkerud

### Comté de Vest-Agder
- Gare d'Audnedal
- Gare de Breland
- Gare de Gyland
- Gare de Kristiansand
- Gare de Marnardal
- Gare de Nodeland
- Gare de Sira
- Gare de Snartemo
- Gare de Storekvina
- Gare de Vennesla

### Comté de Vestfold
- Gare d'Eikenes
- Gare de Holmestrand
- Gare de Kjose
- Gare de Larvik
- Gare de Sande
- Gare de Sandefjord
- Gare de Skoppum
- Gare de Stokke
- Gare de Tønsberg
- Gare de Torp

### Comté de Viken
- Gare d'Ål
- Gare de Geilo